# Botant de la Sedella

El Botant de la Sedella, respecte del terme d'Abella de la Conca

El Botant de la Sedella és un indret del terme municipal d'Abella de la Conca, al Pallars Jussà. Es tracta d'un salt d'aigua, sempre que les precipitacions d'aigua ho permeten, però la major part de l'any roman sec.
Es tracta del pas que ha obert al llarg dels segles el Canal del Ximo en un dels plegaments verticalitzats que formen la Serra de Carrànima, en el seu costat meridional. Es troba a la Sadella de Ca l'Arte, a l'extrem oriental de la qual hi ha les restes de Ca l'Arte, poc abans que el canal esmentat s'aboqui en el barranc de Fonguera.
Cal destacar que més a migdia d'aquest botant, n'hi ha un altre: el de la Roca de Fonguera. Més a ponent hi ha també l'anomenat lo Botant.

## Etimologia
El topònim deriva d'un dels significats del verb botar: tirar-se des d'una altura per caure de peus a un lloc més baix. Es tracta, doncs, d'un topònim romànic modern de caràcter descriptiu. La segona part del topònim reflecteix el lloc on es troba, la Sedella.